# Klavsholm (Øland Sogn)
 For alternative betydninger, se Klavsholm. (Se også artikler, som begynder med Klavsholm)
Klavsholm i Øland Sogn, Brovst Kommune, er en afbyggergård fra Oxholm. Lå oprindelig længere mod nordvest ved den gamle Klausholmsvej. 
Navnet Klavsholm nævnes ikke i Oxholms jordebøger fra 1801 og 1860 og må være oprettet senere, ca. 1875 af enke fru Claudine Bruun de Neergaard f. Skeel.
Klavsholm Gods er på 168 hektar med Nørre Knudegård

## Ejere af Klavsholm
- (1875-1887) Claudine Skeel gift Bruun de Neergaard
- (1887-1906) Otto Skeel
- (1906-1916) Henrik greve Bille-Brahe-Selby
- (1916-1918) H.N. Andersen
- (1918-1935) Sigurd Andersen
- (1935-1960) N.C. Andreasen
- (1960-1976) Flemming Hjorth
- (1976-) Per Worsøe Jørgensen